# La carne di Cristo
La carne di Cristo (latino: De carne Christi) è un trattato in difesa della fede cristiana scritto da Tertulliano intorno al primo decennio del III secolo. Quest'opera, insieme al De resurrectione mortuorum o carnis (La resurrezione dei morti o della carne), va pensata come una continuazione della polemica antieretica del trattato Contro Marcione, ora però estesa anche ad altre sette gnostiche (contro quella dei Valentiniani e contro l'eresia di Apelle) che condividevano tra loro una concezione cristologica doceta e negavano la resurrezione della carne.

## Contesto
È verosimile ritenere che il continuo della polemica tertullianea antimarcionita avanzata, appunto, nel trattato Contro Marcione, sia una necessaria reazione alla pericolosità che ancora si avvertiva, nei primi anni del III secolo, in ambiente cristiano verso l'eresia marcionita e verso le sue diramazioni più o meno ad essa correlate.

## Contenuto
Tertulliano, nell'opera in questione, vuole confutare la assai diffusa credenza eretica che vedeva nella carne umana di Cristo una realtà inferiore e indegna di essere assunta da Dio nella sua vita nel mondo. In generale, per gli eretici, la carne di Cristo era solo in apparenza reale carne umana. In opposizione a questa visione della natura di Cristo l'autore sostiene la realtà dell'incarnazione divina e la dignità della carne, diretta creazione di Dio e quindi degna di essere assunta da Cristo stesso nella sua missione terrena. Per Tertulliano la carne reale e umana di Cristo si lega indissolubilmente al destino di Cristo sulla croce e alla salvezza dell'uomo: se Cristo non aveva carne umana, in essa non avrebbe potuto patire per redimere l’uomo.
Il trattato è diviso in tre distinte sezioni ove Tertulliano passa dalla trattazione della falsità della dottrina marcionita all'affermazione della reale incarnazione, alla confutazione della dottrina di Apelle e di altri eretici, per poi finire con la confutazione della dottrina dei valentiniani, sottolineando l'importanza della nascita verginale di Gesù. Il penultimo capitolo della terza sezione si conclude con la proclamazione della condanna inflitta dallo Spirito Santo verso gli eretici, che la vedranno arrivare su di loro alla fine dei tempi, quando Gesù tornerà sulla terra in quella carne che loro hanno rinnegato.